# لشکر دویست و هفدهم پیاده‌نظام (ورماخت)
لشکر دویست و هفدهم پیاده‌نظام (به آلمانی: 217. Infanterie-Division) یکی از لشکرهای پیاده‌نظام نیروی زمینی آلمان در دوره رایش سوم بود که در جنگ جهانی دوم به عملیات پرداخت.

## تاریخچه عملیاتی

### شوروی
لشکر دویست و هفدهم پیاده‌نظام در جریان عملیات بارباروسا، تهاجم آلمان به شوروی، به عنوان بخشی از سپاه ۲۶ از ارتش هجدهم از گروه ارتش شمال از روز ۲۲ ژوئن سال ۱۹۴۱ یورش به منطقه بالتیک را آغاز کرد. این لشکر در روز نخست موفق به پیشروی بیست کیلومتری و تصرف اندریه‌یاواس گشت.